# Église Saint-Vivien de Rouen
L'église Saint-Vivien est un lieu de culte catholique dans les quartiers Saint-Marc - Croix de Pierre - Saint-Nicaise de Rouen, dans le département français de la Seine-Maritime en région Normandie.
Elle est la seule église en Normandie à porter le nom de saint Vivien, dont les reliques ont été apportées à Rouen en 1459. Elle possède trois nefs.
L'église fait l’objet d’un classement au titre des monuments historiques depuis le 21 mars 1932.

## Historique
Il existait déjà au début du XIIIe siècle une petite chapelle, qui serait une fondation de l'abbaye de Saint-Ouen. Elle en possédait par ailleurs le patronage.
En 1230, Saint-Vivien devient une paroisse intra-muros. L'église servit d'église abbatiale à Saint-Ouen quand celle-ci a brûlé. En 1358, elle est entièrement reconstruite. Elle se compose de 2 nefs et d'un clocher. Elle est consacrée par l'évêque d'Avranches.
Située dans un quartier de drapiers florissant, elle s'agrandit au milieu du XVe siècle. En 1560, les calvinistes ont causé des dégâts à l'église. Au XVIe siècle, les nefs sont prolongées et une nouvelle nef est construite au sud. En 1636, la nef centrale est exhaussée, à la suite de la construction d'une maison de rapport le long des murs de l'église. Elle prend alors son aspect actuel.
Le prolongement de la rue Armand-Carrel en 1880 a détruit les maisons situées autour de l'église et dégagé un parvis. Par la suite, Lucien Lefort, architecte, a réalisé un porche pour l'église.
Aujourd'hui, on peut remarquer sur le mur nord de l'église le long de la rue Saint-Vivien, donnant vers le quartier Croix de Pierre, les restes de la fontaine Saint-Vivien ainsi qu'un tour, qui permettait de recueillir les bébés abandonnés.